# Südlicher Ohrwurm

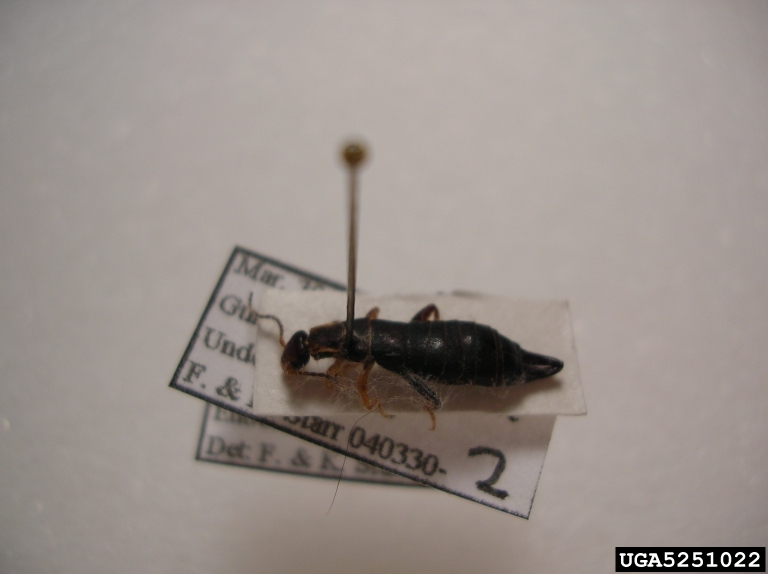
Ein präpariertes Exemplar

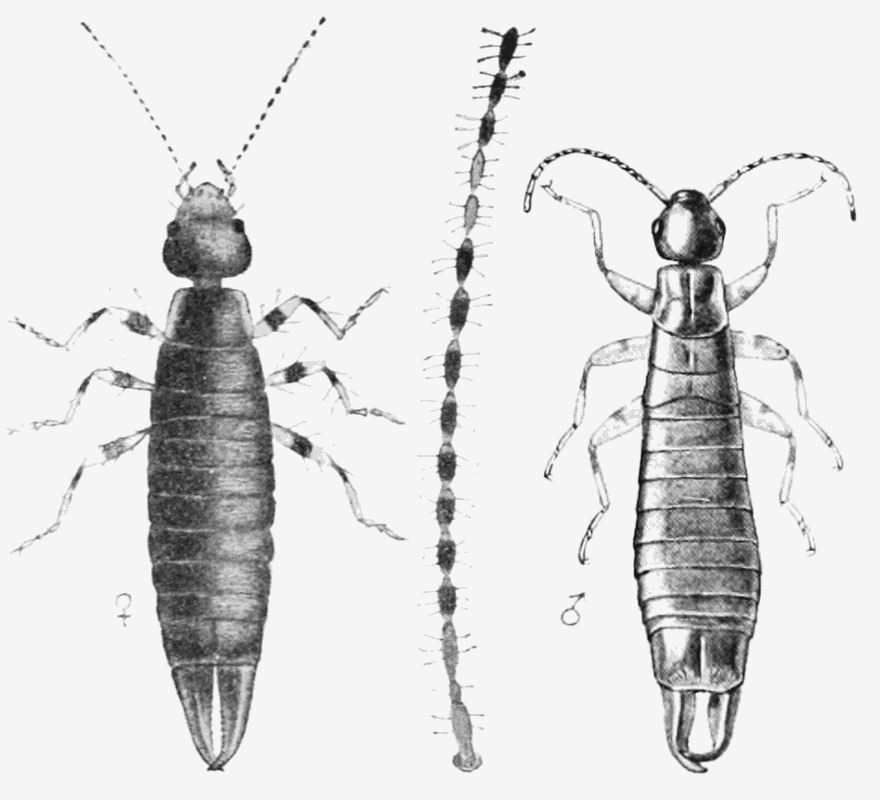
Zeichnungen eines Weibchens und eines Männchens

Der Südliche Ohrwurm (Euborellia annulipes), auch Geringelter Ohrwurm oder Gebänderter Ohrwurm genannt, ist eine Art der zu den Insekten gehörenden Ohrwürmer. Er stammt ursprünglich aus den Tropen oder Subtropen und ist weltweit verschleppt worden. In Mitteleuropa ist er nur synanthrop in der Nähe von Menschen zu finden.

## Merkmale
Die Körperlänge beträgt einschließlich der Zangen bei beiden Geschlechtern 9–14 mm. Für die Weibchen finden sich gelegentlich auch Angaben von bis zu 16 oder 25 mm oder der Hinweis, sie seien leicht größer und würden Körperlängen ab 12 mm aufwärts erreichen. Der Körper ist glänzend braun bis schwarzbraun gefärbt und dunkler als bei vielen einheimischen Arten. Die schnurförmigen Fühler besitzen für gewöhnlich 16 Glieder, nach anderen Angaben 16–24 Glieder. Sie sind braun und vor dem Fühlerende befinden sich zwei helle Glieder. Der Halsschild (Pronotum) ist hinten verbreitert, die Seitenränder sind aufgebogen. Die Hinterflügel fehlen, wodurch die Art flugunfähig ist. Die Art besitzt ebenfalls keine Flügeldecken (Elytren, Vorderflügel). Die Beine sind lichtgelb bis hellbraun gefärbt, die Femora weisen in der Mitte und die Tibien am proximalen Ende ein braunes Band auf. Am 3. und 4. Tergit des Abdomens befindet sich seitlich eine kleine Falte. Die Cerci der Männchen sind asymmetrisch, meist mit einem leicht eingebogenen rechten Zangenarm und stärker gekrümmt, bei den Weibchen sind die Cerci schlank, gerade und spitz zulaufend. Wie bei anderen Ohrwürmern auch besitzen die Männchen 10 Abdominalsegmente und die Weibchen 8.
Die Nymphen ähneln in ihrer Form den Adulten, sind jedoch kleiner. Zudem besitzen sie immer 10 Abdominalsegmente. Die Anzahl der Antennenglieder weicht ebenfalls von den Imagines ab: Im ersten Nymphenstadium besitzen die Tiere 8 Antennenglieder, im zweiten 11, im dritten 13, im vierten 14–15 und im fünften 15–16 Antennenglieder. Die Körperlänge beträgt je nach Nymphenstadium 3–13,2 mm.
Die Eier sind annähernd kugelförmig und messen 0,75 mm im Durchmesser. Während der Embryonalentwicklung werden die Eier elliptischer und 1,25 mm lang. Sie sind zu Beginn cremeweiß und werden später braun.

### Ähnliche Arten
Eine ähnliche Art ist Euborellia moesta. Diese Art ist jedoch dunkler, besitzt Flügelreste und im adulten Stadium keine hellen Antennenglieder. Die Nymphen beider Arten ähneln sich jedoch sehr stark. Die Nymphen von E. moesta besitzen im Schnitt mehr Antennenglieder und sind leicht größer. Auch bei Anisolabis maritima und Euborellia arcanum handelt es sich um häufige Verwechslungsarten, wobei beide Arten einfarbige Beine besitzen. A. maritima fehlen zudem die hellen Antennenglieder.

## Verbreitung
Seinen Ursprung hat der Südliche Ohrwurm in warmen Gebieten, vermutlich den Tropen oder Subtropen, eventuell in Südeuropa. Heutzutage ist er ein Kosmopolit und ist auf allen Kontinenten außer Antarktika zu finden. Besonders häufig wird die Art im Süden und Osten der Vereinigten Staaten (in Florida handelt es sich sogar um die häufigste Art der Ohrwürmer) sowie in Mexiko gefunden. Aber auch aus dem Norden und Südosten Südamerikas, Süd- und Westeuropa, Indien und Ost- bis Südostasien liegen zahlreiche Nachweise vor. Die nördlichsten Funde stammen aus Kanada, Finnland und Russland, die südlichsten aus Chile, Argentinien, Südafrika, Australien und Neuseeland. Dabei ist zu beachten, dass die Art in kälteren Regionen nur synanthrop und nicht im Freiland vorkommt. Auch auf zahlreichen Inseln ist die Art zu finden. In den USA ist die Art seit 1884 zu finden.
Nach Deutschland wurde er seit dem Ende des 19. Jahrhunderts mehrfach eingeschleppt. Vermutlich wurde er in den 1930er-Jahren mit Früchten aus dem tropischen Süden eingeschleppt. Er überlebte lange Zeit nur in Sachsen, wo er zumindest zwischen 1930 und 1938 in Leipzig-Möckern regelmäßig auf dem Scherbelberg II (Leipzig-Möckern-II) auftrat. Dorthin wurden damals sämtliche Abfälle der Leipziger Markthalle befördert. Erst 1979 und 1986 wurde klar, dass er sich hier ein halbes Jahrhundert lang fortgepflanzt und gehalten hatte, da in diesen Jahren zahlreiche Juvenile und Imagines in Bodenfallen gefangen wurden. Zwischen 1988 und 1993 wurden bei zahlreichen weiteren Nachsuchen keine weiteren Belege der Art gefunden. Nach 1945 ist die Art andernorts nur noch einmal von einer Mülldeponie in Kiel bekannt geworden (1952), auf der es seitdem keine Nachweise mehr gegeben hat. Nach 1998 gab es aus Deutschland zunächst keine Nachweise mehr.
Auf iNaturalist wurden im 21. Jahrhundert einige neue Funde der Art aus Deutschland verzeichnet. Aus der Schweiz liegen hier keine Funde vor. 2010 und 2011 wurde die Art im Zoo Leipzig und bei Chemnitz gefunden, 2014 bei Heringsdorf und 2020 bis 2022 bei Oldenburg, Apolda und eventuell Berlin. Bei den neueren Funden handelt es sich um Verschleppungen (s. Lebensraum). 2020 wurde die Art auch in Dornbirn in Österreich gefunden, wohin sie mit Bio-Romanesco aus Italien gelangte.

## Lebensraum
Beim Südlichen Ohrwurm handelt es sich eher um eine Bodenart, die lockere und sich leicht erwärmende Böden bevorzugt. Hier lebt er meist in Gängen, die unter Steinen angelegt werden, wird aber auch an Pflanzen emporkletternd gefunden, so u. a. auch auf Bananenstauden. Nach anderen Angaben lebt er unter Steinen an feuchten Orten. Auf den Kanarischen Inseln kommt die Art bis in 1000 m Höhe vor. Außerhalb der Tropen und Subtropen kommt die Art synanthrop vor. Da der Südliche Ohrwurm recht oft mit Pflanzenmaterial verschleppt wird, kommt er synanthrop z. B. in Gewächshäusern von Botanischen Gärten und Zoos vor.
Die einzige Population, die in Deutschland über lange Zeit hinweg bodenständig war, lebte auf einem Müllberg in Leipzig (s. Verbreitung). Nach Einstellung der Arbeiten erkaltete der Berg und wurde immer mehr mit Vegetation bedeckt, so dass sich die Bedingungen für den Südlichen Ohrwurm ständig verschlechterten und einheimische Ohrwurmarten dominieren konnten. Seit etwa 1998 gab es aus Deutschland keine Nachweise mehr. Da der Südliche Ohrwurm jedoch recht oft mit Pflanzenmaterial verschleppt wird, kommt er synanthrop in Gewächshäusern von Botanischen Gärten und Zoos vor und wird so auch in Deutschland wieder nachgewiesen.

## Lebensweise
Weltweit betrachtet wird die Art über das ganze Jahr hinweg gefunden, für Mitteleuropa wird über ein Auftreten zwischen Juni und Oktober berichtet. Den Winter verbringen sie unterirdisch.
Bei in-vitro-Untersuchungen konnte der Südliche Ohrwurm bis zu 3 Generationen pro Jahr ausbilden. Dies könnte auch im Freiland der Fall sein, da meistens Imagines und Nymphen unterschiedlicher Stadien nebeneinander gefunden werden. Etwa 11 Tage nach der Paarung legen die Weibchen 2–4 Eipakete mit jeweils 22–74 weißlichen Eier und fertigen in einer Brutkammer ein Gelege an. Die Gelege werden von den Muttertieren bewacht und wachsende Pilze auf ihnen abgefressen. Je nach Umgebungstemperatur beträgt die Embryonalentwicklung 6 bis 17 Tage. Wie bei den meisten Ohrwürmern üblich werden die Nymphen anschließend vom Muttertier betreut. Sie durchlaufen in der Regel 5 Häutungen bis zum Imago, jedoch existieren auch Berichte von 6 oder 7 Häutungen. Nachdem die Nymphen das Nest verlassen haben, bringen die Weibchen insbesondere in tropischen Regionen noch weitere Gelege hervor. Eine einzelne Generation kann sich in 61 Tagen entwickeln, der Vorgang kann aber auch über 200 Tage dauern. 75 % der Nymphen entwickeln sich zu Weibchen.
Die Art scheint bei ihrer Entwicklung von Temperaturen um 30° C stärker zu profitieren als von Temperaturen um 25° C.
Der Südliche Ohrwurm bevorzugt tierische Nahrung und wurde in weiten Teilen Brasiliens als Prädator für bestimmte Schädlinge an Zuckerrohr oder Baumwolle beobachtet. Auch Kannibalismus an eigenen Eiern und Nymphen kommt vor. Neben tierischer wird jedoch auch pflanzliche Nahrung aufgenommen. Den Hauptbestandteil pflanzlicher Nahrung macht Detritus aus. An lebenden Pflanzenteilen kommt es nur selten zu Schäden.

## Taxonomie
Die Art wurde 1847 von Hippolyte Lucas als Forficesila annulipes erstbeschrieben. Weitere Synonyme lauten:
- Anisolabis annulicornis Blanchard, 1851
- Anisolabis eteronoma Harz, 1975
- Anisolabis fallax Shiraki, 1906
- Anisolabis nana Boeseman, 1954
- Anisolabis tripolitana Werner, 1908
- Diplatys nana Burr, 1914
- Forficula annulicornis Blanchard, 1851
- Forficula equestris Géné, 1837
- Forficula variicornis Smidt, 1876